# Cerkiew Kazańskiej Ikony Matki Bożej w Sillamäe
Cerkiew Kazańskiej Ikony Matki Bożej – prawosławna cerkiew w Sillamäe, w dekanacie wschodnim eparchii tallińskiej Estońskiego Kościoła Prawosławnego.

## Historia
W 1990 r. władze miasta przekazały restytuowanej parafii Kazańskiej Ikony Matki Bożej działkę budowlaną z domkiem fińskim nad Sõtke. Domek został przebudowany na tymczasową świątynię, którą jeszcze w tym samym roku konsekrował archimandryta Hermogen (Murtazow). Cerkiew w Sillamäe istniała wcześniej w latach 1898–1944 i była usytuowana w innym miejscu – przy skrzyżowaniu drogi na stację kolejową Vaivara i szosy Tallinn – Petersburg. W 1995 r. ukończono budowę cerkwi murowanej, która nie jest architektoniczną kopią poprzedniczki. Została ona wyświęcona przez metropolitę tallińskiego i całej Estonii Korneliusza również w 1995 r.